# MIMOSA
MIMOSA (Microaccelerometric Measurements Of Satellite Acceleration) cseh tudományos mikroműhold.

## Küldetés
Miniatürizált gyorsulásmérővel (legfőbb műszer) is ellátott űreszköz, műszereinek tesztelése mikrogravitációs körülmények között. A program keretében az orosz államadósság is rendezésre került.
2003. június 30-án a Pleszeck űrrepülőtérről, az LC–133/3 (LC–Launch Complex) jelű indítóállványról egy Rokot/Briz-KM (SS–19, MOM–1, LAP–1) hordozórakétával állították alacsony Föld körüli pályára (LEO = Low-Earth Orbit). Az orbitális pályája 96,32 perces, 96,82 fokos hajlásszögű, elliptikus pálya perigeuma 318 kilométer, az apogeuma 846 kilométer volt.
2011. december 11-én 3086 nap (8,45 év) után belépett a légkörbe és megsemmisült.

## Jellemzői
Gyártotta a Cseh Tudományos Akadémia Intézete, üzemeltette a Cseh Csillagászati Intézet. Társműholdak, egyszerre kilenc műholdat állítottak pályára: Monitor–E GVM (orosz); DTUSat–1 (dán); MOST (kanadai); CUTE–1 (japán); QuakeSat (amerikai); AAU CubeSat (dán); CanX-1 (kanadai); Cubesat XI–4 (japán).
Megnevezései: COSPAR: 2003-031B; Kódszáma: 27841.
Forgásstabilizált űreszköz. Méretei: 560x560x570 mm, teljes tömege 51,3, műszerezettségének tömege 51,3 kilogramm. Tervezett szolgálati idő 18 hónap. A társ űreszközök elhelyezésénél a lehető legközelebb a súlyponthoz illesztették. A műhold „lelke” a cseh mérnökök által kifejlesztett MAC–3 (Macek) mikro-gyorsulásmérő. Műszere a műholdra ható, nem gravitációs eredetű erőhatásokat kutatta 1600 kilométeres magasságig. Egy fő és egy tartalék számítógép vezérelte a programot. Telemetriai adatok áramlását két antennával segítették. Az űreszköz felületét napelemek borították (24 W), éjszakai (földárnyék) energiaellátását újratölthető lítiumion-akkumulátorok biztosították (8 Ah).